# Акчашур
Акчашур (удм. Акчашур) — деревня в Кезском районе Удмуртской республики.

## География
Находится в северо-восточной части Удмуртии на расстоянии приблизительно 17 км на северо-восток по прямой от районного центра поселка Кез.

## История
Известна с 1891 года как починок Акчашурский (Седул-Пиес, Горт-Петыр), в 1905 году здесь (Акчашурский или Герпетыр) отмечено было 12 дворов, в 1924 (уже деревня Акчашур или Горд-Петыр, Седун-пи) с 17 дворами. До 2021 года входила в состав Юскинского сельского поселения.

## Население
Постоянное население составляло 107 человек (1905), 146 (1924, все удмурты), 2 человека в 2002 году (удмурты 100 %), 1 в 2012.